# Кирхнер, Вильгельм
Вильгельм Кирхнер (нем. Wilchelm Kirchner; 9 июля 1848, Гёттинген — 22 августа 1921, Лейпциг) — немецкий зоотехник, профессор, известный трудами по молочному хозяйству.
Был ассистентом в сельскохозяйственном институте при университете в Галле, затем перешёл заведующим опытной станцией по молочному хозяйству в Киле, позже был профессором почвоведения и молочного хозяйства в Галле и наконец (в 1890) ректором и профессором в сельскохозяйственном институте при Лейпцигском университете.
Автор сочинений:
- «Untersuchungen über den Pflanzenschleim» (1874),
- «Beitrag zur Kenntniss der Kuhmilch» (1877),
- «Bericht über die internationelle Molkerei-Ausstellung in Hamburg» (1878),
- «Rationelle Behandlung der Milch» (1881),
- «Handbuch der Milchwirthschaft» (3 изд., 1891)
- «Über die gegenwärtigen Arien der Milchverwerthung etc.» (1892) и др. С 1882

редактировал еженедельный журнал «Landwirthschaftliche Post».